# Église orthodoxe d'Hämeenlinna
L'église orthodoxe d'Hämeenlinna (finnois : Hämeenlinnan ortodoksinen kirkko) ou église des Saints Alexandre Nevsky et Jean Chrysostome (finnois : Pyhien Aleksanteri Nevskin ja Johannes Krysostomoksen kirkko) est le principal sanctuaire de l'église orthodoxe à Hämeenlinna en Finlande.

## Présentation
L'église, construite dans le quartier de Kauriala, en bordure du vieux cimetière, a été consacrée en 1962.
La paroisse orthodoxe d'Hämeenlinna compte trois sanctuaires: deux églises à Hämeenlinna et un centre d'activités orthodoxes à Forssa ouvert en 2007. 
L'église des Saints Alexandre Nevsky et Jean Chrysostome est située dans le centre-ville, à côté de l'ancien cimetière russe. 
Il y avait auparavant deux autres églises orthodoxes à Hämeenlinna.
L'église de Rantatori a été démolie dans les années 1960 et l'église de la garnison a servi de bibliothèque municipale dans les années 1920.
L'église Alexandre Nevsky et Jean Chrysostome, conçue par l'architecte Mika Erno, est un simple bâtiment en brique avec un clocher en béton. Des objets tels que l'iconostase de fabrication russe ont été déplacés de l'ancienne église orthodoxe en bois de Rantatori. 
L'église possède auusi des meubles de l'ancienne église orthodoxe de la garnison reconvertie dans les années 1920.